# Nakajima B5N

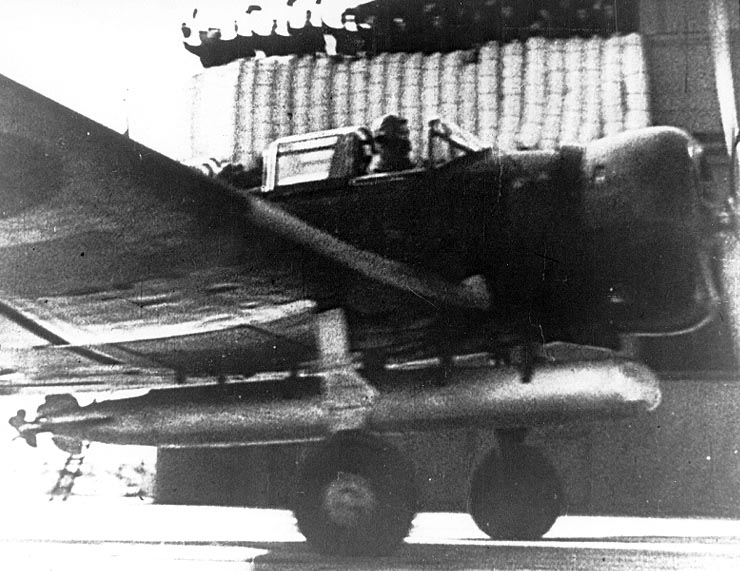
Egy B5N1 az Akagi fedélzetén felszállás közben

A Nakajima B5N (szövetséges kódneve Kate) a japán haditengerészet legnagyobb példányszámban gyártott torpedóbombázó repülőgépe volt a második világháború alatt.
A B5N lényegesen gyorsabb és nagyobb teherbírású volt a hasonló szövetséges repülőgépeknél, a TBD Devastator, Fairey Swordfish és a Fairey Albacore torpedóvetőknél, 1941 folyamán már elavuló félben volt. Ennek ellenére a B5N a háború egész ideje alatt szolgálatban volt, mivel utódának a B6N gépnek a fejlesztése késedelmet szenvedett. A háború első felében a császári japán flotta gyakorlott személyzetével jól koordinált támadásokat hajtottak végre vele, így a B5N sikereket könyvelhetett el a Pearl Harbor elleni támadás, a Korall-tengeri csata és a Santa Cruz-szigeteki csata folyamán.
A gépet repülőgép-hordozóra tervezték, de földi bázisú bombázóként is használták esetenként. A B5N személyzete három főből állt: pilóta, navigátor-bombázó-megfigyelő és rádiós-lövész repült vele.

## Tervezés és fejlesztés
A B5N gépet a haditengerészet 1935-ben egy torpedóvető repülőgépre kibocsátott tendere alapján kezdte tervezni egy Katszudzsi Nakamura vezette csoport. Az új repülőgép a kétfedelű Yokosuka B4Y torpedóvetőt volt hivatva felváltani. A K típus gyári típusjelű gép sikeresen szerepelt a versenytárgyaláson a Mitsubishi B5M-el szemben és így megkötötték a gyártási szerződést. Az első prototípus 1937 januárjában szállt fel először és hamarosan gyártásba is került 97 típusú repülőgép-hordozó támadó bombázó néven.

## Műszaki adatok (Nakadzsima B5N2)

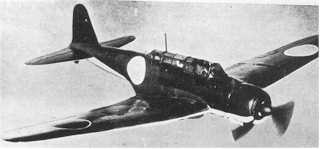
Egy B5N2 Kate repülés közben

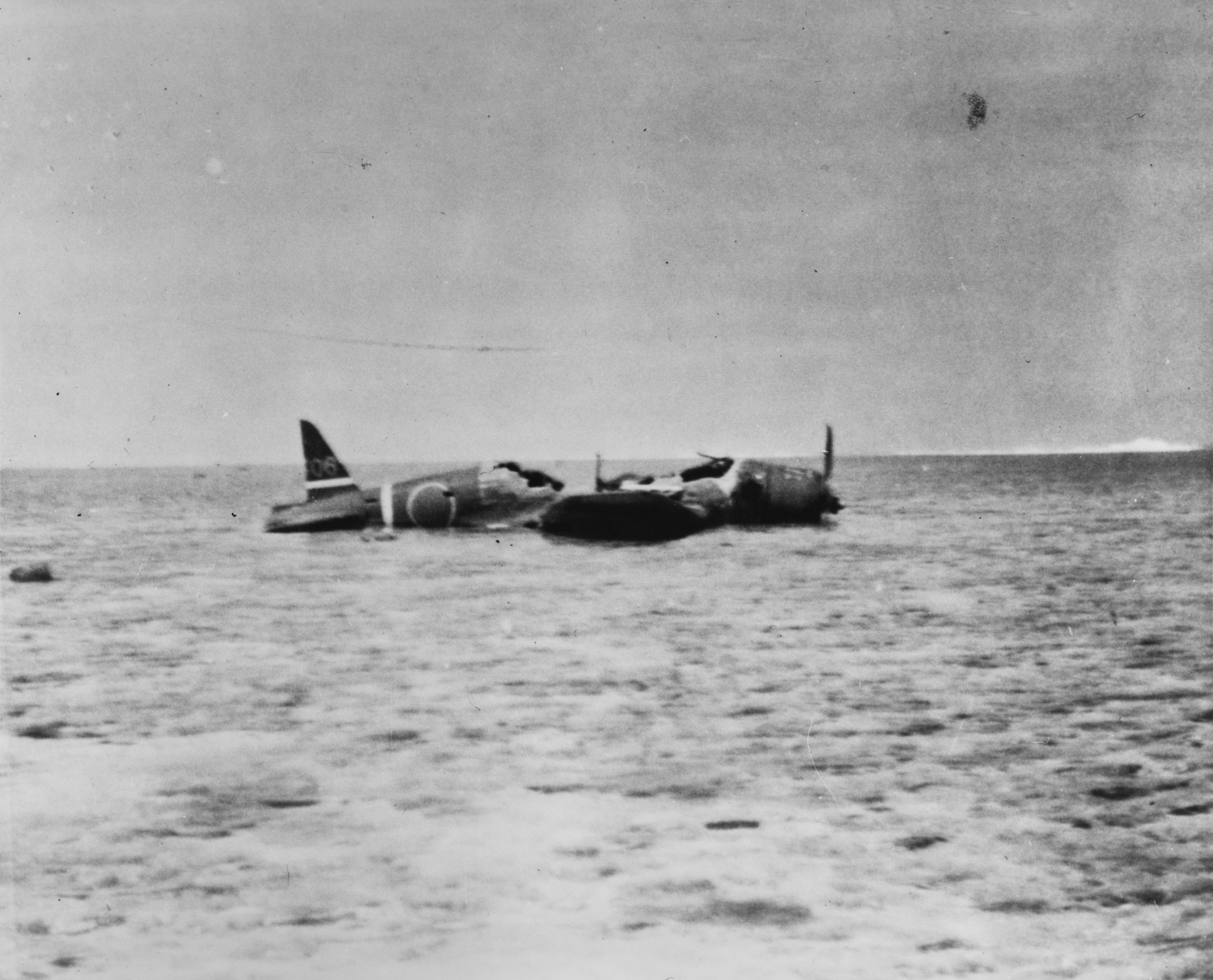
Egy sérült Nakajima B5N2 Kate (felirata "EI-306") a Sokaku repülőgép-hordozóról

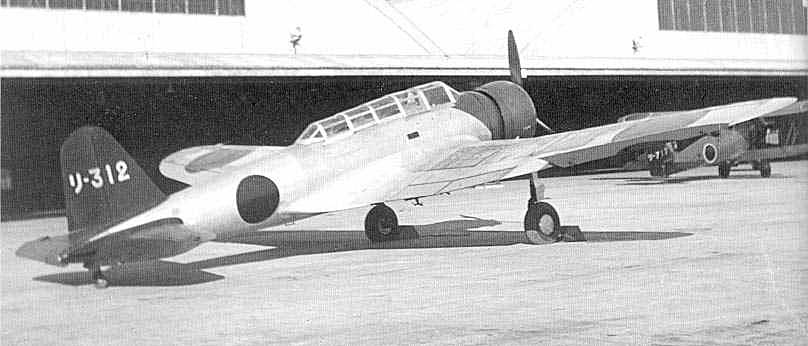
B5N1 Kate egy hangár előtt

- Személyzet: 3 fő (pilóta, parancsnok, lövész-rádiós)

### Méretek
- Hossz: 10,30 m
- Fesztáv: 15,52 m
- Magasság: 3,7 m
- Szárnyfelület: 37,7 m²

### Tömeg
- Üres tömeg: 2279 kg
- Teljes tömeg: 3800 kg
- Legnagyobb felszálló tömeg: 4100 kg

### Hajtómű
- Motor Nakajima Szakae 11 csillagmotor
- Teljesítmény: 750 kW (1000 LE)

### Repülési teljesítmények
- Legnagyobb sebesség: 378 km/h
- Hatótáv: 1992 km
- Csúcsmagasság: 8260 m
- Emelkedési sebesség: 6,5 m/s
- Felületei terhelés: 101 kg/m²
- Teljesítmény/tömeg: 0,2 kW/kg

### Fegyverzet
- 1 x 7,7 mm 92 típusú 'Ru' géppuska mozgathatóan hátrafelé beépítve, 97 lőszert tartalmazó kézzel cserélhető dobtárral. Néhány B5N1 szárnyába további két 7,7 mm-es 97 típusú géppuskát építettek be mereven.
- 1 x 800 kg-os 91 típusú torpedó vagy 1 x 800 kg-os bomba vagy 2 x 250 kg-os bomba vagy 6 x 60 kg-os bomba[2]